# Hoita macrostachya
Hoita macrostachya är en ärtväxtart som först beskrevs av Dc., och fick sitt nu gällande namn av Per Axel Rydberg. Hoita macrostachya ingår i släktet Hoita och familjen ärtväxter. Inga underarter finns listade i Catalogue of Life.

## Bildgalleri

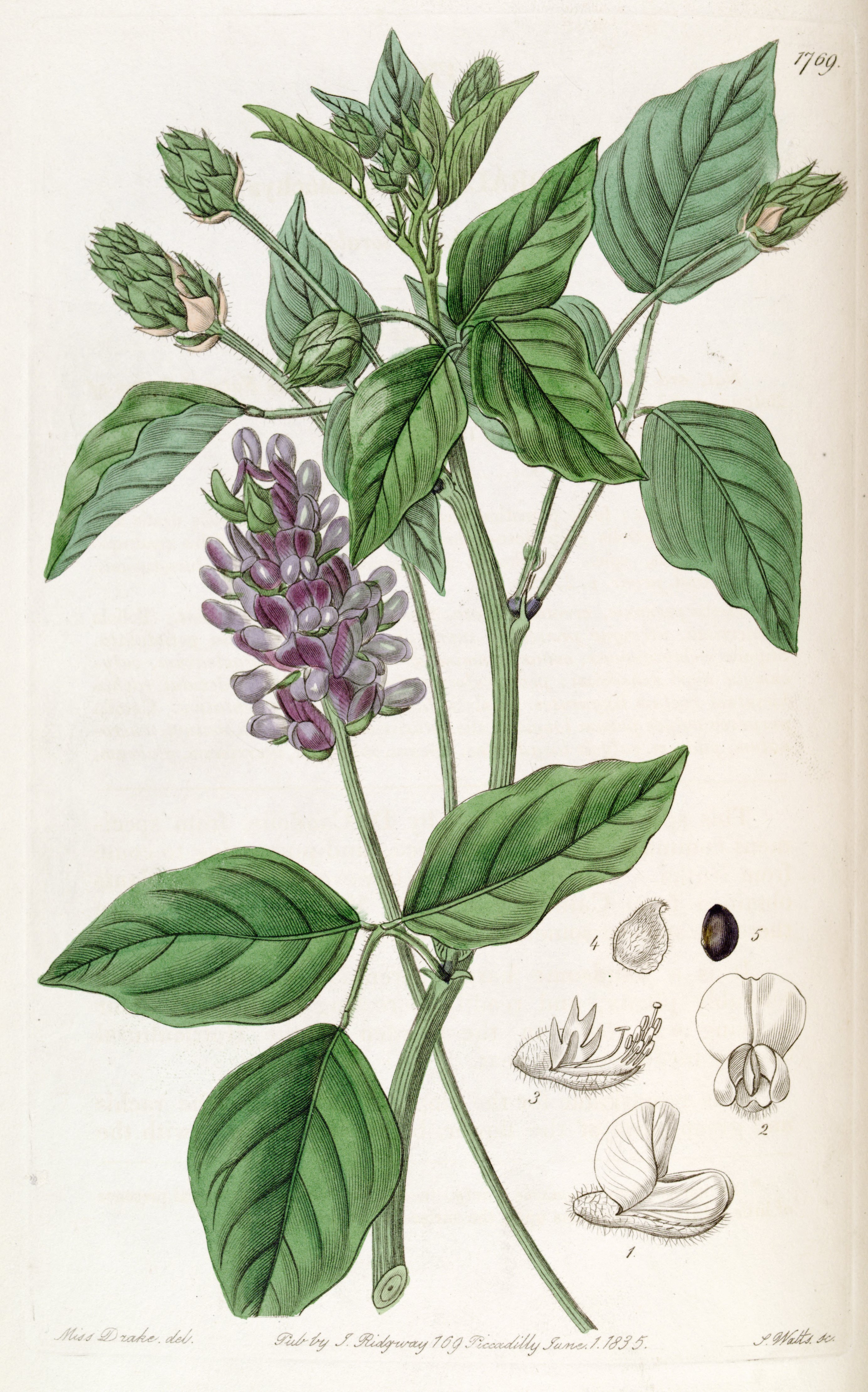